# Герцогская свободная школа рисунка в Веймаре
Герцогская свободная школа рисунка в Веймаре (нем. Die Fürstliche freie Zeichenschule in Weimar) — свободное учебное заведение, основанное в 1776 году в Веймаре (федеральная земля Тюрингия) молодым Карлом Августом, великим герцогом Саксен-Веймар-Эйзенахским, по совместной инициативе немецкого писателя, издателя, редактора и переводчика, герцогского секретаря Фридриха Юстина Бертуха (1747—1822) и художника Георга Мельхиора Крауса (1737—1806). Учебное заведение после более чем 150-летнего благоприятного существования было закрыто в 1930 году.
Одним из важнейших покровителей учеников и преподавателей школы был Иоганн Вольфганг фон Гёте. С 1788 по 1832 год в качестве тайного советника он руководил этим учреждением, которое не следует путать с Художественной школой великого герцога Саксонского в Веймаре, основанной в 1860 году, из которой возникла Веймарская академия искусств (Weimarer Kunsthochschule).
Рисовальные классы, первоначально находившиеся в Красном замке (Roten Schloss), в 1807 году из-за увеличения числа учеников были перенесены в дом герцога (Fürstenhaus) и позднее были расположены частично на Эспланаде, а частично в «Доме Великого Охотника» (Großen Jägerhaus) на Мариенштрассе. С 1824 года на последнем этаже здания также размещалась коллекция произведений искусства великого герцога под наблюдением художницы Луизы Зeйдлер (1786—1866).
Школа под кураторством Гёте стала одним из основных центров культуры «веймарского классицизма». В 1806 году должность директора Герцогской свободной школы рисунка занял участник кружка веймарского классицизма, живописец и историк искусства Иоганн Генрих Мейер.
Первой задачей школы, в духе Просвещения, было обучение местных мастеров рисованию с целью развития эстетического чувства при создании предметов потребления, что должно было привести к всеобщему улучшению качества ремесленного производства. В дополнение к рисунку, живописи и гравюре преподаваемые предметы также включали теорию строительства, математику и археологию. Для того чтобы привлечь как можно более широкую аудиторию к «задачам воспитания вкуса», школа была свободна для учащихся всех возрастов, сословий и статусов, а также обоих полов.
Рисовальная школа создала собственную коллекцию оригинальных произведений искусства, которая также с 1809 года использовалась для проведения регулярных выставок в «Доме Великого Охотника».
Ежегодная «Выставка Герцогской свободной школы рисунка», состоявшаяся впервые в 1779 году, дала ученикам возможность показать свои работы публике. Церемония награждения, приуроченная к выставке, традиционно состоялась 3 сентября, в день рождения великого герцога Карла Августа.

## Директора Герцогской свободной школы рисунка
1776—1806: Георг Мельхиор Краус (1737—1806), живописец и гравёр.
1807—1832: Иоганн Генрих Мейер (1760—1832), живописец и писатель, друг Гёте.
1833—1842: Иоганн Карл Людвиг фон Шорн (1793—1842), историк искусства, хранитель коллекции произведений искусства великого герцога.
1843-?: Адольф Шёлль (1805—1882), археолог, библиотекарь и историк литературы.
1861—1868: Иоганн Христиан Шухардт (1799—1870), гравёр, бывший личный секретарь Гёте.
1868—1873: Фридрих Преллер Старший (1804—1878), выпускник школы, живописец и гравёр.
1873-?: Сикст Армин Тон (1817—1901), выпускник школы, живописец, офортист и литограф.
1896—1917: Хуго Флинцер (1862—1917), живописец.
1917—1926: Франц Эмиль Гёпфарт (1866—1926), живописец.
1926—1930: Арно Метцерот (1871—1937), живописец.